# Fernando de Azevedo
Fernando de Azevedo (São Gonçalo do Sapucaí, 2 de abril de 1894 — São Paulo, 18 de setembro de 1974) foi um educador, sociólogo, crítico, ensaísta, jornalista e administrador brasileiro, além de graduado em direito pela Faculdade de Direito da Universidade de São Paulo. Figura central na História da Educação brasileira, era defensor de uma educação pública, gratuita e laica em todos os seus níveis, considerando-a um dever do Estado e um direito do cidadão.
Ocupou cargos de grande relevância, como o de diretor geral da Instrução Pública do Distrito Federal e da Instrução Pública de São Paulo, e esteve diretamente envolvido em ações determinantes para a educação nacional: foi, por exemplo, o autor da reforma educacional do Distrito Federal de 1928 (enquanto ocupava o cargo de diretor geral mencionado anteriormente); participou da elaboração do Manifesto dos Pioneiros da Educação Nova (1932) e do manifesto Mais uma vez convocados: manifesto ao povo e ao governo (1959); e exerceu papel fundamental no processo de criação da Universidade de São Paulo, entre diversas outras atuações.
Foi o responsável, também, por escrever dezenas de livros de relevância imensurável, dos quais é possível mencionar dois grandes destaques: Princípios da Sociologia (1935) e A Cultura Brasileira (1943), livro este escrito a título de introdução ao recenseamento que estava sendo feito no Rio de Janeiro sobre o Brasil como um todo; essa obra foi publicada em vários países e não somente tornou-se uma grande referência para os estrangeiros conhecerem o Brasil como também passou a constituir uma obra memória sobre a educação nacional; além disso, tal livro é considerado como uma das obras fundantes da História da Educação brasileira.

## Biografia

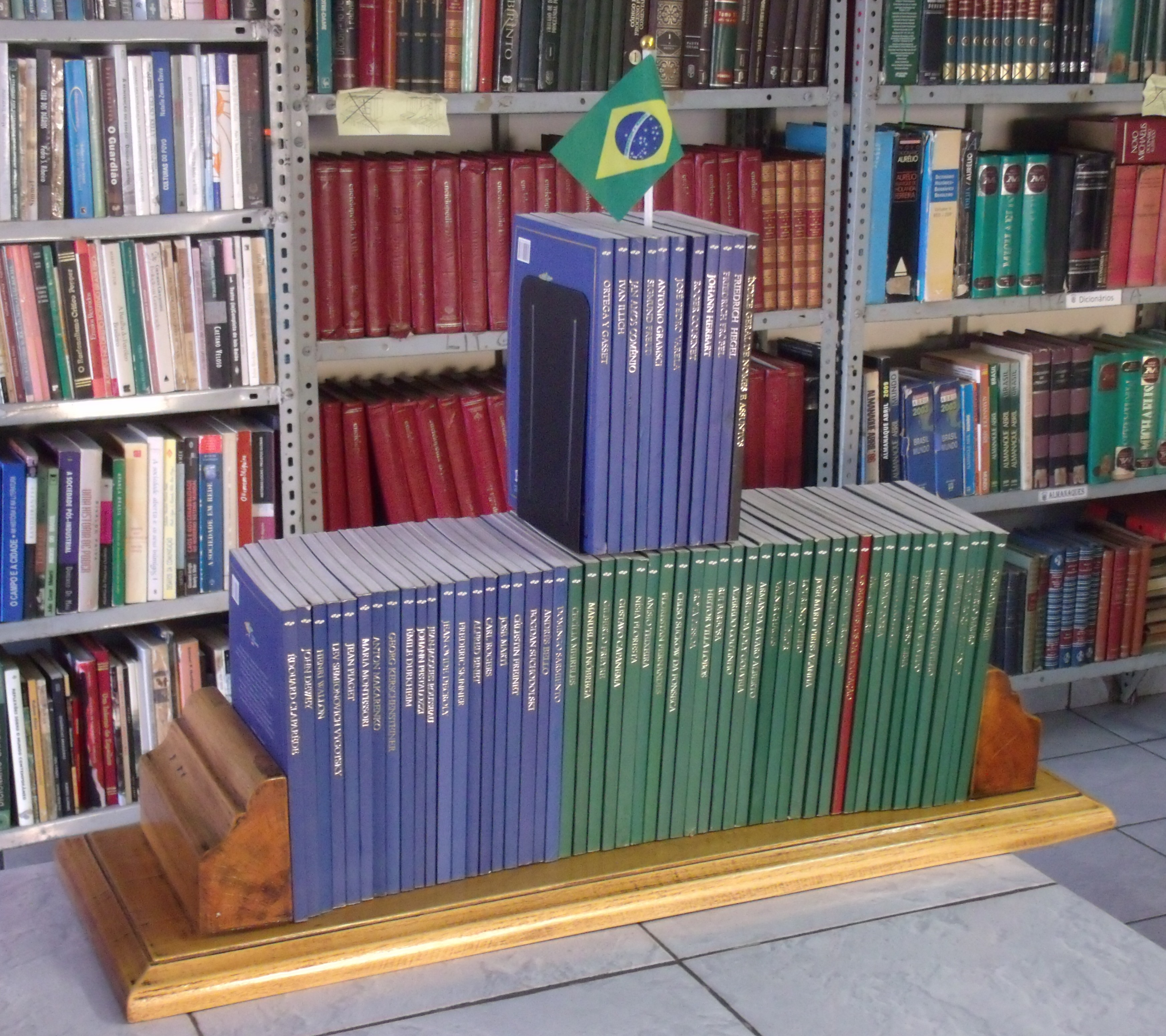
Fernando de Azevedo é um dos volumes da Coleção Educadores, comemorativa aos 80 anos do Ministério da Educação.

### Família, formação e primeiras vivências como educador
Fernando de Azevedo nasceu em 2 de abril de 1894, em São Gonçalo do Sapucaí, filho de Francisco Eugênio de Azevedo e de Sara Lemos de Almeida Azevedo. Sua família tinha boas condições econômicas, mas passavam por certa dificuldade financeira. Passou seus primeiros anos em Cambuquira, mas se mudou com os tios em sua cidade natal para iniciar seus estudos no colégio particular Francisco Lentz. Em 1903, aos oito anos de idade, ingressou no Colégio Anchieta, em Nova Friburgo. Em 1908, ingressou na Companhia de Jesus, internato masculino dirigido por padres jesuítas, em Campanha, sob orientação do padre Leonel Franca, onde realizou diversos estudos, entre eles Literatura Latina e Grega, Filosofia, Análise Matemática e Poética. Na Companhia, teve suas primeiras experiências como educador ao substituir os professores da instituição no Colégio São Luís, em Itu, quando estes, por algum motivo, não podiam reger suas cadeiras. Foi de tal forma que percebeu ser o magistério a sua vocação, renunciando, assim, no ano de 1914, ao desejo inicial de uma vida religiosa. Nesse mesmo ano, partiu para Rio de Janeiro para iniciar seus estudos na Faculdade de Direito, ficando na cidade, porém, por pouco tempo, logo se mudando para Belo Horizonte.
Na capital mineira, teve experiências importantes para sua trajetória como educador: no Ginásio do Estado, ocupou o cargo de professor substituto de Latim e de Psicologia; além disso, tendo se interessado pelas aulas de Educação Física, elaborou e enviou um projeto de lei à Câmara Estadual dos Deputados visando alterar o ensino em Belo Horizonte ao propor a obrigatoriedade da Educação Física em todos os níveis de ensino das escolas oficiais e particulares, projeto este que foi aprovado. De acordo com Siracusa, essa teria sido a "gênese da sua vocação como educador e reformador da educação”. Foi também nesse período que Azevedo escreveu Da Educação Física: o que ela é, o que tem sido e o que deveria ser (título da segunda edição de A poesia do corpo), entre outras vivências que marcaram sua estadia em Belo Horizonte.
Em 1917, em um breve retorno ao Rio de Janeiro, entrou em contato com as obras de Émile Durkheim, que despertaram suas preocupações sociais e impulsionaram seus estudos de Sociologia. Nesse mesmo ano, partiu para São Paulo, onde estudou na Faculdade de Direito do Largo de São Francisco, na qual formou-se em 1918, e onde se casou e se estabeleceu com Elisa Assunção do Amarante Cruz, a quem conheceu em 1916 e com quem teve, posteriormente, três filhas e um filho: Lívia Azevedo de Oliveira, Lollia de Azevedo Marx, Fábio Amarante Cruz de Azevedo e Clélia de Azevedo Brandão.

### Trajetória na educação, na sociologia, no jornalismo e na administração pública
Em São Paulo, sua carreira docente teve início no Ginásio Anglo-Brasileiro (atual Colégio São Luís), no qual foi professor da cadeira de Latim. Em seguida, no ano de 1920, iniciou sua carreira na Escola Normal junto de Manuel Lourenço Filho, a quem conheceu nesse mesmo ano. Na Escola Normal paulista, teve contato com outros intelectuais de grande importância, como Antônio de Sampaio Dória, Alberto Levy e Renato Jardim. Nessa época, a intelectualidade brasileira se via como um "guia do povo, guardiã da cultura e racionalizadora do estado". Lá, foi nomeado, no ano seguinte, professor de Latim e de Literatura, e, em junho 1925, professor da 3ª cadeira de Latim. Em 1926, deu passos importantes para a criação da Universidade de São Paulo ao iniciar sua campanha de fundação.
No que diz respeito à sua trajetória jornalística, esta teve início em 1917, quando começou a prestar serviços ao Correio Paulistano, lá permanecendo até 1922. Em seguida, começou a atuar n’O Estado de S. Paulo, local em que realizou, dentre outros trabalhos relevantes enquanto redator e crítico literário, dois importantes inquéritos, a pedido de Júlio de Mesquita Filho: um sobre a Arquitetura Colonial Brasileira e outro sobre a Instrução Pública (nacional, mas sobretudo a de São Paulo).
Em 1927, Fernando de Azevedo assumiu a Diretoria Geral da Instrução Pública do Distrito Federal. Permaneceu no cargo até 1930, quando retornou à capital paulista, retomando seus trabalhos como professor e jornalista. Enquanto diretor geral, realizou uma grande reforma educacional no ensino carioca.
Em 1931, tornou-se professor da disciplina de Sociologia na Escola Normal de São Paulo à convite de Lourenço Filho e, enquanto dirigente da  Companhia Editora Nacional, fundou a Biblioteca Pedagógica Brasileira (BPB), dirigindo-a até 1946 e sendo responsável pelas importantes séries que a compunham, entre elas a “Iniciação Científica” e a “Coleção Brasiliana”, ambas lançadas nesse mesmo ano. No ano seguinte, teve participação crucial na elaboração do Manifesto dos Pioneiros da Educação Nova, do qual foi o redator e o primeiro signatário.
Em janeiro de 1933, assumiu a Diretoria Geral da Instrução Pública do Estado de São Paulo, promovendo reformas consubstanciadas no Código de Educação; ocupou tal cargo até julho do mesmo ano. Ainda em 1933, tornou-se diretor do Instituto de Educação de São Paulo, local onde também foi professor de Sociologia Educacional entre os anos de 1938 e 1941. Sobre o Instituto de Educação, é relevante mencionar que ele foi anexado à Universidade de São Paulo quando esta foi criada, em 1934 – fundação da qual Fernando de Azevedo foi peça fundamental.
Na USP, Azevedo desempenhou diversas funções; foi, por exemplo, professor catedrático do Departamento de Sociologia e Antropologia da Faculdade de Filosofia, Ciências e Letras da Universidade de São Paulo. Concomitantemente ao seu trabalho na universidade, assumiu outros compromissos: foi um dos fundadores da Sociedade Brasileira de Sociologia (da qual também foi presidente desde sua fundação, em 1935, até 1960); três anos depois, em 1938, foi presidente da Associação Brasileira de Educação e, no ano seguinte, eleito presidente da VIII Conferência Mundial de Educação, que deveria realizar-se no Rio de Janeiro.
No ano de 1947, foi nomeado Secretário da Educação e Saúde do Estado de São Paulo (cargo do qual pediu exoneração alguns meses depois). Em 1950, no Congresso Mundial de Sociologia de Zurich, foi eleito vice-presidente da da International Sociological Association (ISA), assumindo a direção da associação com os outros dois vice-presidentes, Morris Ginsberg, da Inglaterra, e Georges Davy, da França, três anos depois, após a morte de Louis Werthi, da Universidade de Chicago, então presidente da ISA. Em 1955, Anísio Teixeira, diretor do Instituto Nacional de Estudos e Pesquisas Educacionais Anísio Teixeira (INEP) à época, nomeou-o diretor do Centro Regional de Pesquisas Educacionais de São Paulo (CRPE-SP). Azevedo foi também o responsável por inaugurar o Centro Cultural Brasil-Israel de São Paulo, do qual foi o primeiro presidente. Em 1959, participou da elaboração de um segundo manifesto da educação de grande importância, sendo, novamente, signatário e redator: trata-se do "Mais uma vez convocados: manifesto ao povo e ao governo".
No ano de 1961, tornou-se secretário municipal de Educação e Cultura em São Paulo, no governo do prefeito Prestes Maia, e foi eleito para a Academia Paulista de Letras (mas não tomou posse, pois os acadêmicos tiveram ciência de que Azevedo defendia, em seu discurso de posse, a participação de escritoras na Academia). Também nesse ano, exonerou-se do cargo de secretário municipal da Educação e Saúde. Seis anos depois, em 1967, foi eleito para ocupar a cadeira 14 da Academia Brasileira de Letras (ABL), da qual tomou posse em setembro do ano seguinte. Em 1969, foi eleito à cadeira nº 23 da Academia Paulista de Letras.
Além de todos os cargos e funções ocupados e desempenhados ao longo de sua vida, Fernando de Azevedo também participou e organizou diversas conferências, congressos, congregações e outros tantos eventos, como o I Congresso Brasileiro de Sociologia, em 1954, e o I Congresso Estadual de Educação, em 1956, por exemplo.
Fernando de Azevedo faleceu aos oitenta anos de idade, em São Paulo, em setembro de 1974.

## Inquérito sobre a Instrução Pública em São Paulo (1926)
O inquérito sobre a Instrução Pública em São Paulo foi presidido por Fernando de Azevedo em 1926, posteriormente ao inquérito de 1914, comandado por Júlio de Mesquita Filho, e teve como objetivo analisar a educação pública, abordando os problemas fundamentais do ensino de todos os graus e tipos, e iniciando uma campanha por uma nova política de educação e pela criação de universidades no Brasil.
Dividido em três partes, foram investigados aspectos gerais do ensino primário, secundário, profissionalizante e superior no Estado através de um questionário composto por dezesseis perguntas ao qual os participantes foram submetidos. Com esse questionário, objetivou-se evidenciar a realidade do ensino brasileiro de tal forma que uma intervenção eficaz e precisa fosse possibilitada.
O Inquérito de 1926 foi de grande relevância não apenas para os rumos posteriores da educação brasileira, mas para a própria trajetória de Fernando de Azevedo. Em seu livro A Educação na Encruzilhada (1958), o educador afirma que desde a data em questão, passou a se considerar um trabalhador da educação, não havendo sequer um dia em que sua atenção não estivesse voltada aos problemas da educação nacional, sob todos os pontos de vista possíveis. Além disso, afirma já estarem claramente definidas nesse inquérito as diretrizes orientadoras de seu espírito tanto em questão de análise de problemas e de soluções quanto em questão das reformas educacionais das quais teve iniciativa e responsabilidade.

## Reforma da Instrução Pública do Distrito Federal (1928)
Em janeiro de 1927, Fernando de Azevedo tomou posse do cargo de diretor geral da Instrução Pública do Distrito Federal, após ter sido indicado ao então prefeito da capital federal, Antônio Prado Júnior, por Washington Luís, presidente da República à época, por Alarico Silveira, secretário do presidente, e por Renato Jardim, ex-diretor geral da Instrução Pública do Distrito Federal. Azevedo permaneceu no cargo até o ano de 1930.
Durante esse período,  projetou, defendeu e realizou uma grande reforma educacional no ensino carioca (conhecida como Reforma Fernando de Azevedo), cujo projeto foi sancionado e aprovado pelo prefeito do Rio de Janeiro em 23 de janeiro de 1928 através do decreto nº 3.281. Tal reforma tinha como alguns de seus objetivos a obrigatoriedade e a gratuidade do ensino, além da instituição do ensino técnico profissional, do ensino primário e do ensino normal; visava também a implantação de regime de concurso para todos os cargos, a construção de escolas primárias e profissionais (entre as quais as dos edifícios na Rua Mariz e Barros, destinados à antiga Escola Normal, hoje Instituto Superior de Educação do Rio de Janeiro - ISERJ), a descentralização de serviços e a reorganização da Escola Normal, remodelando o quadro de professores e reorganizando os cursos com vistas à predominância de matérias básicas à aplicação de novas técnicas de ensino.
Para realizá-la, uma das primeiras medidas tomadas por Fernando de Azevedo foi a realização de um recenseamento na capital federal a partir da divisão do público escolar em aspectos de sexo, idade e distritos escolares. O objetivo dessa atitude era obter um reconhecimento da realidade escolar carioca, visando, a partir disso, aproveitar, aprimorar e renovar, com a sua reforma, o que já existia no ensino do Distrito Federal, e não simplesmente descartar tudo o que já havia. Além disso, foi realizada uma série de conferências e congressos por todo o país com o objetivo de difundir e consolidar os ideais e métodos da escola nova; são exemplos o Congresso de Instrução Primária de Minas Gerais e a I Conferência de Ensino Primário de Santa Catarina. No Distrito Federal, ocorreram as Conferências de Educação entre fins de abril e de maio de 1928.
Desde a apresentação do projeto, da realização do recenseamento e até o fim de seu mandato, Fernando de Azevedo sofreu duras críticas. Isso, porém, não lhe impediu de realizar sua obra, que foi a mais importante e a mais profunda do ciclo de reformas educacionais que estavam ocorrendo no Brasil desde 1920.

## Manifesto dos Pioneiros da Educação Nova (1932)
O ano de 1932 foi um marco na vida de Fernando de Azevedo – e também na educação brasileira. Data desse ano um acontecimento de expressiva importância e repercussão: a publicação do Manifesto dos Pioneiros da Educação Nova, que visava discutir as bases da educação brasileira, pensando em bases e diretrizes de uma política educacional de âmbito nacional. O papel de Azevedo na elaboração desse documento foi fundamental, pois além de ter sido signatário (junto de mais 25 intelectuais, entre eles Anísio Teixeira, Lourenço Filho, Heitor Lyra e Cecília Meireles), foi também seu redator.
Em tal documento, os educadores defendiam princípios gerais, denominados "novos ideais da educação", com o objetivo de atingir a modernização do sistema educativo e da sociedade brasileira. Assim, lutavam, entre outros tópicos, pela obrigatoriedade, gratuidade e laicidade do ensino, que deveria se estender até a idade dos dezoito anos, pela coeducação e pela escola única; propunham que a responsabilidade pelos custos deveriam ser dos estados da Federação, que a coordenação ficaria a cargo do Ministério da Educação e que a disseminação da escola brasileira deveria ser função do Estado; sugeriam a criação de universidades no Brasil, comprometidas com o fazer e com o transmitir da ciência; lutavam pela reconstrução do sistema educacional brasileiro de modo a, desde os primeiros níveis do ensino, contribuir para a interpenetração das classes sociais e a formação de uma sociedade pautada na justiça.
Tal manifesto, além de ter se apresentado de modo abrangente com relação à definição de uma política nacional de educação e ensino, foi um documento único em toda a história da educação brasileira, fatores que fizeram com que ele passasse a ser considerado um documento histórico e um documento-monumento na História da Educação nacional.

## Universidade de São Paulo
No que diz respeito à Universidade de São Paulo, Azevedo fez mais do que atuar em sua criação. Na verdade, o educador mostrou-se muito ativo, tendo ocupado, desde a criação até o ano de 1961 diversos cargos, tanto administrativos quanto de docência: ocupou o cargo de professor catedrático do Departamento de Sociologia e Antropologia na Faculdade de Filosofia, Ciências e Letras, faculdade esta na qual foi também Professor Emérito e diretor; foi docente na disciplina de Sociologia II (essa denominação se deve à extinção da cadeira de Sociologia Educacional, que ocasionou as disciplinas “Sociologia I”, a “Sociologia II”) entre 1943 e 1963 (tendo Florestan Fernandes como um de seus assistentes entre 1944 e 1954), após Roger Bastide deixar o cargo; e foi o diretor do Departamento de Educação. Além disso, foi membro do Conselho Universitário por mais de doze anos, desde a fundação da Universidade.
Cabe dizer que tanto o Departamento de Sociologia e Antropologia quanto o de Educação pertenciam à Faculdade de Filosofia, Ciências e Letras. 

## Mais uma vez convocados: manifesto ao povo e ao governo (1959)
Assim como no Manifesto dos Pioneiros da Educação Nova (1932), a participação de Fernando de Azevedo no manifesto "Mais uma vez convocados: manifesto ao povo e ao governo", publicado em 1959, foi crucial, tendo sido ele seu redator e primeiro signatário.
Tal documento surgiu como forma de combate por parte dos intelectuais e políticos defensores da educação pública aos substitutivos apresentados e defendidos por Carlos Lacerda - deputado e jornalista conservador, defensor do interesse privatista - que visavam modificar a Lei de Diretrizes e Bases, em votação na Câmara dos Deputados à época. De acordo com Montalvão, o objetivo de tais substitutivos era salvar as tradicionais escolas confessionais de uma conjuntura crítica, e representavam um nítido apoio político de Lacerda ao setor mais conservador do clero nacional e aos estabelecimentos de ensino privado. Neles, Lacerda defendia a destinação de recursos públicos para a iniciativa privada, posicionando-se, assim, contra a existência da escola pública e única. O episódio capital do conflito entre defensores da escola pública e partidários da escola privada, que culminou na publicação de tal manifesto, ocorreu, no entanto, três anos antes, quando o padre deputado Fonseca e Silva realizou ataques a Anísio Teixeira e a Antônio Ferreira Almeida Júnior em um discurso no Congresso Nacional, acusando-os de um posicionamento comunista e contrário aos interesses das escolas confessionais.
Em face desses acontecimentos, foi publicado, em 1959, o manifesto "Mais uma vez convocados: manifesto ao povo e ao governo", no qual os 161 signatários, entre os quais Fernando de Azevedo, Anísio Teixeira, Júlio de Mesquita Filho, Cecília Meireles, Florestan Fernandes, Sérgio Buarque de Holanda e Darcy Ribeiro, posicionaram-se contra os substitutivos mencionados acima, defendendo uma educação pautada em ideais de liberdade e democracia, que visasse o desenvolvimento econômico, o trabalho, a transformação do homem e de seu espaço social, e posicionando-se a favor do ensino público e gratuito, voltado a todos os brasileiros, sem quaisquer distinções.
A repercussão de tal documento foi tamanha a ponto de estender-se por toda a América Latina.

## Instituto de Estudos Brasileiros (IEB)
O Fundo Fernando de Azevedo foi doado ao Instituto de Estudos Brasileiros da Universidade de São Paulo pelo próprio Fernando de Azevedo em março do ano de 1970. Trata-se de um vasto acervo tanto em questão de quantidade documental (mais de 17.000 documentos) quanto de diversidade material, contendo correspondências – manuscritas e datilografadas –, recortes de jornais, fotografias, entre outros documentos, possibilitando a reconstrução de sua trajetória enquanto educador, sociólogo, administrador, escritor, jornalista, crítico literário e ensaísta. Nas correspondências trocadas com diversos intelectuais, por exemplo, pode-se acompanhar minuciosamente os acontecimentos vividos por Azevedo, tanto os que se referem ao aspecto público de sua vida, como a reforma educacional de 1928 (há várias cartas de Lourenço Filho, por exemplo, nas quais este comenta sobre a situação em que está o projeto de Azevedo, sobre os jornais de imprensa e suas opiniões quanto à reforma, etc), quanto os acontecimentos do âmbito de sua vida pessoal, como o falecimento de entes queridos (em correspondências trocadas com Anísio Teixeira, por exemplo, é possível ler as palavras de consolo escritas por este a Azevedo em relação ao falecimento de seu pai, Francisco, e de Fábio e de Lívia, seus filhos).

## Academia Brasileira de Letras
Fernando de Azevedo foi eleito em 10 de agosto de 1967 para a cadeira 14 da Academia Brasileira de Letras, sucedendo a Antônio Carneiro Leão. Foi recebido em 24 de setembro de 1968 pelo acadêmico Cassiano Ricardo.

## Prêmios e títulos recebidos
Ao longo de sua vida, foi agraciado com diversos prêmios e títulos:
- Prêmio Machado de Assis da Academia Brasileira de Letras (1945);
- Título de Sócio-Honorário do Centro Cultural Boliviano-Brasileiro (1951);
- Cruz de Oficial de Legião de Honra da França, conferida pelo Governo Francês e entregue por Paul Lehelec, Cônsul Francês em São Paulo, reconhecendo seus serviços à Associação Cultural Franco-Brasileira (1954);
- Título de Professor Emérito da FFCL-USP (1964);
- Prêmio de Educação Visconde de Porto Seguro, conferido pela Fundação Visconde de Porto Seguro, de São Paulo (1964);
- Prêmio Jabuti - categoria "Personalidade Literário do Ano", conferido pela Câmara Brasileira do Livro e Instituto Nacional do livro (1964);
- Título de Cidadão Paulistano, conferido pela Câmara Municipal de São Paulo (1967);
- Prêmio Moinho Santista - setor de Ciências Sociais (1971).

Além disso, com a publicação de seu livro História de minha vida, foi indicado ao Prêmio Juca Pato como Intelectual do Ano (1971), prêmio promovido pela União Brasileira de Escritores; também verifica-se colaboração de sua autoria no semanário Mundo Literário (1946-1948).

## Obras
Fernando de Azevedo publicou as seguintes obras:
- A poesia do corpo (1916);
- Antinous: estudo de cultura atlética (1920);
- Da Educação Física: o que ela é, o que tem sido e o que deveria ser - segunda edição de A poesia do corpo e Antinous - (1920);
- No tempo de Petrônio (1923);
- Velha e nova política: aspectos e figuras da educação nacional (1924);
- Jardins de Salústio: à margem da vida e dos livros (1924);
- O segredo da Renascença e outras conferências (1925);
- Instrução pública no Distrito Federal (1927);
- A reforma do ensino do Distrito Federal: discursos e entrevistas (1929);
- Ensaios (1929);
- A evolução do esporte no Brasil: praças de jogos para crianças (1930);
- Novos caminhos e novos fins: A nova política de educação no Brasil (1935);
- Princípios de Sociologia: pequena introdução ao estudo de Sociologia Geral (1935);
- A educação pública em São Paulo, problemas e discussões: inquérito para O Estado de S. Paulo em 1926 (1937);
- A educação e seus problemas (1937);
- Sociologia Educacional: introdução ao estudo dos fenômenos educacionais e e suas relações com outros fenômenos sociais (1940);
- A cultura brasileira: introdução ao estudo da cultura no Brasil (1943);
- Velha e nova política: aspectos e figuras da educação nacional (1943);
- Universidades no mundo do futuro (1944);
- As técnicas de produção do livro e as relações entre mestres e discípulos (1945);
- Seguindo meu caminho: conferências sobre Educação e Cultura (1946);
- As universidades no mundo de amanhã: seu sentido, sua missão e suas perspectivas atuais (1947);
- Canaviais e engenhos na vida política do Brasil: ensaio sociológico sobre o elemento político na civilização do açúcar (1948);
- Ruy e o humanismo (1949);
- Um trem corre para o oeste: estudo sobre a Noroeste e seu papel no Sistema de Viação Nacional (1950);
- Na batalha do humanismo e outras conferências (1952);
- Em memória do comandante Murilo Marx (1953);
- Discurso sobre Israel (1956);
- A Educação entre dois mundos: problemas, perspectivas e orientações (1958);
- Figuras de meu convívio (1960);
- A educação na encruzilhada: problemas e discussões - segunda edição de A Educação Pública em São Paulo: problemas e discussões - (1960);
- A cidade e o campo na civilização industrial e outros estudos (1962);
- Máscaras e Retratos: estudos literários sobre escritores e poetas do Brasil - segunda edição de Ensaios - (1962);
- Discursos dos acadêmicos Fernando de Azevedo e Cassiano Ricardo (1968);
- História da minha vida (1971);
- Transmissão da cultura (1976).

### Obras em colaboração e/ou organizadas por Fernando de Azevedo
- Um apóstolo do progresso - Fernando de Azevedo e Waldomiro F. Fonseca (1924);
- Páginas latinas: pequena história da Literatura romana pelos textos - Fernando de Azevedo e Francisco Azzi (1927);
- A reconstrução educacional do Brasil: ao povo e ao governo. Manifesto dos Pioneiros da Educação Nova - Fernando de Azevedo et al (1932);
- Pequeno Dicionário Latino-Português - obra de vários autores e revisão de Fernando de Azevedo (1944);
- As ciências no Brasil - organização de Fernando de Azevedo (1955);
- Dicionário de Sociologia. Vocabulário Técnico e crítico - introdução de Fernando de Azevedo (1970).